# Andries Noppert
Andries Noppert (Heerenveen, 7 april 1994) is een Nederlands voetballer die speelt als doelman voor sc Heerenveen. Noppert debuteerde in 2022 voor het Nederlands elftal.

## Clubcarrière

### Jeugdopleiding
Noppert belandde via SC Joure in 2005 in de jeugdopleiding van sc Heerenveen. Bij de Friese club kwam het na zo'n negen jaar nooit van een plek in de selectie van het eerste elftal.

### NAC Breda
Eind mei 2014 verruilde Noppert sc Heerenveen transfervrij voor NAC Breda. Daar tekende hij voor twee seizoenen met een optie voor een derde seizoen. In zijn eerste tijd bij NAC Breda moest Noppert net zoals bij sc Heerenveen genoegen nemen met een plek in de beloftenploeg. Op 22 april 2016 volgde het debuut van Noppert in het betaald voetbal, toen hij het met NAC Breda thuis opnam tegen Almere City FC (1–1). Hij kreeg die gelegenheid omdat eerste doelman Jelle ten Rouwelaar wegens familieomstandigheden afwezig was. Zijn debuut volgde een maand nadat NAC Breda Noppert liet weten dat het zijn contract niet verlengde en hij na het seizoen weg moest.
Noppert kreeg in juni 2016 niettemin alsnog een nieuwe verbintenis tot medio 2018. Dit nadat Jelle ten Rouwelaar stopte met voetballen en keeperstrainer werd bij de club. Hij verzocht daarbij de club om Noppert te behouden. Ondanks het aanblijven bij NAC Breda liep de samenwerking in de tweede helft van 2017 niet uit tot een succes. De prestaties van Noppert waren volgens club en supporters ondermaats.

### Foggia
In januari 2018 vertrok Noppert naar Foggia. Daar speelde hij in zijn eerste seizoen de laatste vijf wedstrijden van de competitie en kreeg hij al snel de bijnaam Il Grattacielo, vertaald als De Wolkenkrabber. Desondanks moest hij bij de aanvang van het nieuwe seizoen wederom genoegen nemen met een reserverol. Dit aangezien de toenmalige trainer de voorkeur gaf aan een Italiaanse doelman.
In de aanloop naar een faillissement werd in juli 2019 bekend dat Noppert meerdere maanden zijn salaris niet had ontvangen en daardoor dan ook hoopte transfervrij te worden verklaard. Zijn periode in Italië was bovendien bewogen door het feit dat hij zijn door de maffia gestolen auto alleen terug kon kopen. Daarnaast konden spelers van de club zich door de fanatieke aanhang na een verliespartij of na aanhoudende slechte resultaten nooit vertonen in de stad Foggia.

### FC Dordrecht
In september 2019 sloot Noppert aan bij FC Dordrecht. Na zijn komst stond Noppert direct twee wedstrijden in de basis, maar stond hij de rest van het seizoen aan de kant door een knieblessure. Eind juni 2020 verliep zijn eenjarige verbintenis bij FC Dordrecht en zat hij zonder club.

### Go Ahead Eagles
Na een half jaar zonder club te hebben gezeten, tekende Noppert op 22 januari 2021 een contract tot het einde van het seizoen bij Go Ahead Eagles. Deze verbintenis werd verlengd en na een jaar als reservekeeper groeide hij in de tweede helft van het seizoen 2021/22 uit tot eerste doelman en vaste waarde.

### sc Heerenveen
Door een aflopend contract bij Go Ahead Eagles had Noppert de keuze uit verschillende clubs. Zo had hij naast de mogelijkheid tot wederom een langer verblijf in Deventer ook de keuze voor FC Utrecht of SC Cambuur. Noppert koos uiteindelijk voor een terugkeer naar sc Heerenveen: de club uit zijn jeugd. Daar tekende hij in mei 2022 voor twee seizoenen. In de eerste helft van het seizoen 2022/23 toonde Noppert meermaals zijn kwaliteiten. Zo hield hij geregeld de nul en was hij met diverse reddingen van waarde voor de club. In die periode kreeg Noppert door zijn lengte de bijnaam De Toren van Joure of Tower from De Jouwer.
Op 25 januari 2023 raakte Noppert in de warming-up tegen Fortuna Sittard geblesseerd aan zijn spieren in zijn buik en bovenbeen. In maart 2023 werd bekend dat hij ontwikkeling boekte in zijn herstel, maar dat een terugkeer nog niet realistisch zou zijn. Noppert besloot begin april 2023 in samenspraak met de club om een operatie te ondergaan. Gedurende de maand mei van datzelfde jaar keerde Noppert terug op het trainingsveld, waar hij tegen het eind van de maand weer bij de groepstrainingen aansloot. Tussentijds werd er gesproken over een contractverlenging bij sc Heerenveen. Op de laatste speeldag van het seizoen 2022/23 maakte Noppert tegen Go Ahead Eagles zijn rentree. Bij zijn terugkeer in de wedstrijdselectie stond hij direct in de basis.
Het seizoen 2023/2024 ging veel slechter voor Noppert. De doelman kreeg veel te maken met pech en persoonlijke fouten. Omdat Andries Noppert mentaal helemaal inzakte werd hij in de tweede helft van het seizoen tweede keeper gemaakt achter Mickey van der Hart.
In seizoen 2024/25 kreeg Noppert in oktober en november zes wedstrijden de kans, waarna hij weer op de bank plaats moest nemen. Op 16 januari had hij een negatieve hoofdrol bij de uitschakeling van Heerenveen in het KNVB-bekertoernooi toen hij tijdens de wedstrijd tegen Quick Boys tien minuten voor tijd in mocht vallen en een penalty veroorzaakte.

## Carrièrestatistieken
| Seizoen                        | Club            | Competitie      | Competitie | Competitie | Beker | Beker | Internationaal | Internationaal | Overig | Overig | Totaal | Totaal |
| Seizoen                        | Club            | Competitie      | Wed.       | Dlp.       | Wed.  | Dlp.  | Wed.           | Dlp.           | Wed.   | Dlp.   | Wed.   | Dlp.   |
| ------------------------------ | --------------- | --------------- | ---------- | ---------- | ----- | ----- | -------------- | -------------- | ------ | ------ | ------ | ------ |
| 2014/15                        | NAC Breda       | Eredivisie      | 0          | 0          | 0     | 0     | —              | —              | 0      | 0      | 0      | 0      |
| 2015/16                        | NAC Breda       | Eerste divisie  | 1          | 0          | 0     | 0     | —              | —              | 0      | 0      | 1      | 0      |
| 2016/17                        | NAC Breda       | Eerste divisie  | 2          | 0          | 1     | 0     | —              | —              | 0      | 0      | 3      | 0      |
| 2017/18                        | NAC Breda       | Eredivisie      | 3          | 0          | 0     | 0     | —              | —              | 0      | 0      | 3      | 0      |
| 2017/18                        | Foggia          | Serie B         | 5          | 0          | 0     | 0     | —              | —              | 0      | 0      | 5      | 0      |
| 2018/19                        | Foggia          | Serie B         | 3          | 0          | 0     | 0     | —              | —              | 0      | 0      | 3      | 0      |
| 2019/20                        | FC Dordrecht    | Eerste divisie  | 2          | 0          | 0     | 0     | —              | —              | 0      | 0      | 2      | 0      |
| 2020/21                        | Go Ahead Eagles | Eerste divisie  | 0          | 0          | 0     | 0     | —              | —              | 0      | 0      | 0      | 0      |
| 2021/22                        | Go Ahead Eagles | Eredivisie      | 15         | 0          | 5     | 0     | —              | —              | 0      | 0      | 20     | 0      |
| 2022/23                        | sc Heerenveen   | Eredivisie      | 18         | 0          | 0     | 0     | —              | —              | 2      | 0      | 20     | 0      |
| 2023/24                        | sc Heerenveen   | Eredivisie      | 2          | 0          | 0     | 0     | —              | —              | 0      | 0      | 2      | 0      |
| Carrière totaal                | Carrière totaal | Carrière totaal | 51         | 0          | 6     | 0     | —              | —              | 2      | 0      | 59     | 0      |
| Bijgewerkt op 20 augustus 2023 |                 |                 |            |            |       |       |                |                |        |        |        |        |

## Interlandcarrière
In september 2022 behoorde Noppert voor het eerst in zijn carrière tot de selectie van het Nederlands elftal. Op 11 november 2022 werd Noppert door bondscoach Louis van Gaal definitief toegevoegd aan de selectie voor het WK 2022 in Qatar. Daar was hij de langste speler van het toernooi. Op 21 november 2022 debuteerde Noppert als basisspeler in het Nederlands elftal in de eerste wedstrijd van Nederland tegen Senegal. Bondscoach Louis van Gaal verkoos hem boven Justin Bijlow en Remko Pasveer, daarmee werd hij na Dick Schoenaker in 1978 de tweede speler die voor het Nederlands elftal debuteerde direct op een WK. Op dit WK keepte hij vijf wedstrijden. Tijdens de penaltyreeks in de kwartfinale tegen Argentinië kon hij geen hoofdrol voor zichzelf opeisen.
Na zijn herstel van zijn in januari 2023 opgelopen blessure werd hij een dag na zijn rentree bij sc Heerenveen weer voor het eerst sinds het WK opgenomen in de selectie van de nationale ploeg.
| Interlands van Andries Noppert voor Nederland | Interlands van Andries Noppert voor Nederland | Interlands van Andries Noppert voor Nederland | Interlands van Andries Noppert voor Nederland | Interlands van Andries Noppert voor Nederland | Interlands van Andries Noppert voor Nederland |
| No.                                           | Datum                                         | Wedstrijd                                     | Uitslag                                       | Competitie                                    | Doelpunten                                    |
| --------------------------------------------- | --------------------------------------------- | --------------------------------------------- | --------------------------------------------- | --------------------------------------------- | --------------------------------------------- |
|                                               |                                               |                                               |                                               |                                               |                                               |
| Als speler bij sc Heerenveen                  |                                               |                                               |                                               |                                               |                                               |
| 1.                                            | 21 november 2022                              | Senegal – Nederland                           | 0 – 2                                         | FIFA WK 2022 (groepsfase)                     |                                               |
| 2.                                            | 25 november 2022                              | Nederland – Ecuador                           | 1 – 1                                         | FIFA WK 2022 (groepsfase)                     |                                               |
| 3.                                            | 29 november 2022                              | Nederland – Qatar                             | 2 – 0                                         | FIFA WK 2022 (groepsfase)                     |                                               |
| 4.                                            | 3 december 2022                               | Nederland – Verenigde Staten                  | 3 – 1                                         | FIFA WK 2022 (achtste finale)                 |                                               |
| 5.                                            | 9 december 2022                               | Nederland – Argentinië                        | 2 – 2 (3 – 4 n.s.)                            | FIFA WK 2022 (kwartfinale)                    |                                               |

## Trivia
- Noppert is een verre achterneef van darter Danny Noppert.[50]